# Paramelomys steini
Paramelomys steini és una espècie de mamífer rosegador de la família dels múrids. És endèmic d'Indonèsia, on viu a altituds d'entre 2.000 i 2.600 msnm. El seu hàbitat natural són els boscos montans. Es desconeix si hi ha cap amenaça significativa per a la supervivència d'aquesta espècie. L'espècie fou anomenada en honor del zoòleg alemany Georg Hermann Wilhelm Stein, que estudià la fauna de Nova Guinea, entre altres llocs.